# Campeonato de Primera C 1990-91 (Argentina)
El Campeonato de Primera C 1990-91 fue la quincuagésima séptima edición del certamen y la quinta de esta división como cuarta categoría del fútbol argentino. Fue disputado entre el 14 de julio de 1990 y el 1 de junio de 1991 por 19 equipos.
Se incorporaron para esta temporada Liniers y Argentino de Merlo, campeón y segundo ascendido de la Primera D, respectivamente, así como Defensores de Belgrano y Argentino de Quilmes, descendidos de la Primera B Metropolitana. El torneo estuvo conformado por 19 equipos, que jugaron un torneo largo de 38 fechas.
El campeón fue Defensores de Cambaceres, que de esta manera obtuvo el primer ascenso, mientras que el segundo fue para Sarmiento de Junín, ganador del Torneo reducido. A su vez, Luján también logró ascender, por medio del Torneo permanencia.
Asimismo, el torneo determinó el descenso a la Primera D del recientemente ascendido Liniers, anteúltimo en la tabla de promedios, y de Defensores Unidos, que finalizó en el último lugar de la misma.

## Ascensos y descensos
| Promedio | Descendidos de la Primera C 1989-90 |
| -------- | ----------------------------------- |
| 18.°     | Muñiz                               |
| 19.°     | Barracas Central                    |

| Posición  | Ascendidos de la Primera D 1989-90 |
| --------- | ---------------------------------- |
| 1.º       | Liniers                            |
| Gan. red. | Argentino de Merlo                 |

| Posición  | Ascendidos a la Primera B 1990-91 |
| --------- | --------------------------------- |
| 1.º       | Berazategui                       |
| Gan. red. | Argentino de Rosario              |

| Promedio | Descendidos de la Primera B 1989-90 |
| -------- | ----------------------------------- |
| 16.º     | Defensores de Belgrano              |
| 17.º     | Argentino de Quilmes                |

## Equipos participantes
| Equipo                   | Ciudad            | Estadio                  | Capacidad |
| ------------------------ | ----------------- | ------------------------ | --------- |
| Argentino                | Merlo             | Argentino de Merlo       | 11.000    |
| Argentino de Quilmes     | Quilmes           | Argentino de Quilmes     | 7000      |
| Claypole                 | Claypole          | Rodolfo Vicente Capocasa | 1000      |
| Colegiales               | Munro             | Libertarios Unidos       | 6000      |
| Comunicaciones           | Buenos Aires      | Alfredo Ramos            | 3500      |
| Defensores de Belgrano   | Buenos Aires      | Juan Pasquale            | 9000      |
| Defensores de Cambaceres | Ensenada          | 12 de Octubre            | 3000      |
| Defensores Unidos        | Zárate            | Gigante de Villa Fox     | 6000      |
| Dock Sud                 | Dock Sud          | De Los Inmigrantes       | 9500      |
| Excursionistas           | Buenos Aires      | Excursionistas           | 7200      |
| Flandria                 | Jáuregui          | Carlos V                 | 5000      |
| Leandro N. Alem          | General Rodríguez | Leandro N. Alem          | 4000      |
| Liniers                  | San Justo         | Juan Antonio Arias       | 3000      |
| Lugano                   | Tapiales          | José María Moraños       | 1500      |
| Luján                    | Luján             | Municipal de Luján       | 2000      |
| Midland                  | Libertad          | Ciudad de Libertad       | 4000      |
| San Telmo                | Dock Sud          | Dr. Osvaldo Baletto      | 10 500    |
| Sarmiento                | Junín             | Eva Perón                | 17 000    |
| Tristán Suárez           | Ezeiza            | 20 de Octubre            | 15 000    |

|  |

### Distribución geográfica de los equipos
| Región                                   | Cant. | Equipos |
| ---------------------------------------- | ----- | --- |
| Conurbano bonaerense                     | 10    | Argentino (M), Argentino de Quilmes, Claypole, Colegiales, Dock Sud, Liniers, Lugano, Midland, San Telmo y Tristán Suárez |
| Ciudad de Buenos Aires                   | 3     | Comunicaciones, Defensores de Belgrano y Excursionistas                                                                   |
| Interior de la provincia de Buenos Aires | 5     | Defensores Unidos, Flandria, Leandro N. Alem, Luján y Sarmiento (J)                                                       |
| Gran La Plata                            | 1     | Defensores de Cambaceres                                                                                                  |

## Formato

### Competición
Se disputó un torneo de 38 fechas por el sistema de todos contra todos ida y vuelta, quedando un equipo libre por fecha. Cada equipo quedó libre dos veces.

### Ascensos
El equipó que finalizó en la primera posición se consagró campeón y ascendió directamente. Los equipos ubicados entre el segundo y el noveno puesto de la tabla de posiciones final clasificaron al Torneo reducido, cuyo ganador obtuvo el segundo ascenso.

### Descensos
El promedio se calculó con los puntos obtenidos en la fase regular de los torneos de 1988-89, 1989-90 y 1990-91. Los equipos que ocuparon los dos últimos lugares de la tabla de promedios descendieron a la Primera D.

## Tabla de posiciones
| Pos. | Equipo                 | Pts. | PJ | PG | PE | PP | GF | GC | Dif. |
| ---- | ---------------------- | ---- | -- | -- | -- | -- | -- | -- | ---- |
| 1.º  | Def. de Cambaceres     | 56   | 36 | 23 | 10 | 3  | 73 | 23 | 50   |
| 2.º  | Comunicaciones         | 47   | 36 | 18 | 11 | 7  | 49 | 31 | 18   |
| 3.º  | Luján                  | 46   | 36 | 17 | 12 | 7  | 51 | 32 | 19   |
| 4.º  | Excursionistas         | 46   | 36 | 15 | 16 | 5  | 43 | 29 | 14   |
| 5.º  | Sarmiento de Junín     | 45   | 36 | 19 | 7  | 10 | 67 | 40 | 27   |
| 6.º  | Defensores de Belgrano | 45   | 36 | 17 | 11 | 8  | 61 | 45 | 16   |
| 7.º  | Colegiales             | 39   | 36 | 15 | 9  | 12 | 46 | 38 | 8    |
| 8.º  | Claypole               | 38   | 36 | 11 | 16 | 9  | 43 | 34 | 9    |
| 9.º  | Argentino de Quilmes   | 37   | 36 | 13 | 11 | 12 | 62 | 46 | 16   |
| 10.º | San Telmo              | 37   | 36 | 12 | 13 | 11 | 42 | 44 | −2   |
| 11.º | Flandria               | 34   | 36 | 12 | 10 | 14 | 45 | 39 | 6    |
| 12.º | Leandro N. Alem        | 32   | 36 | 10 | 12 | 14 | 43 | 43 | 0    |
| 13.º | Midland                | 28   | 36 | 4  | 20 | 12 | 32 | 53 | −21  |
| 14.º | Argentino de Merlo     | 28   | 36 | 8  | 12 | 16 | 36 | 60 | −24  |
| 15.º | Tristán Suárez         | 26   | 36 | 9  | 8  | 19 | 28 | 56 | −28  |
| 16.º | Lugano                 | 26   | 36 | 7  | 12 | 17 | 34 | 63 | −29  |
| 17.º | Defensores Unidos      | 25   | 36 | 6  | 13 | 17 | 32 | 56 | −24  |
| 18.º | Liniers                | 25   | 36 | 10 | 5  | 21 | 33 | 67 | −34  |
| 19.º | Dock Sud               | 24   | 36 | 6  | 12 | 18 | 34 | 55 | −21  |

|  | Campeón. Ascendió a la Primera B Metropolitana. |
|  | Clasificados al Torneo Reducido.                |

|  |

## Resultados
| Excursionistas      | 1 - 0 | Argentino de Quilmes     | Pampa y Miñones      | 14 de julio |
| Luján               | 3 - 0 | Claypole                 | Municipal de Luján   | 14 de julio |
| Dock Sud            | 2 - 2 | Lugano                   | De Los Inmigrantes   | 14 de julio |
| Ferrocarril Midland | 0 - 2 | Sarmiento de Junín       | Ciudad de Libertad   | 14 de julio |
| Defensores Unidos   | 1 - 3 | Tristán Suárez           | Gigante de Villa Fox | 14 de julio |
| Comunicaciones      | 0 - 2 | San Telmo                | Comunicaciones       | 14 de julio |
| Leandro N. Alem     | 2 - 0 | Flandria                 | Leandro N. Alem      | 14 de julio |
| Argentino de Merlo  | 0 - 2 | Defensores de Belgrano   | José Manuel Moreno   | 14 de julio |
| Liniers             | 0 - 3 | Defensores de Cambaceres | Juan Antonio Arias   | 14 de julio |

| Defensores de Cambaceres | 4 - 0 | Argentino de Merlo  | Camino Rivadavia y Quintana | 21 de julio |
| Defensores de Belgrano   | 4 - 0 | Leandro N. Alem     | Juan Pasquale               | 21 de julio |
| Flandria                 | 0 - 1 | Comunicaciones      | Carlos V                    | 21 de julio |
| San Telmo                | 2 - 1 | Defensores Unidos   | Isla Maciel                 | 21 de julio |
| Tristán Suárez           | 1 - 0 | Ferrocarril Midland | Moreno y Fariña             | 21 de julio |
| Sarmiento de Junín       | 3 - 0 | Dock Sud            | Eva Perón                   | 21 de julio |
| Lugano                   | 0 - 1 | Luján               | Lugano                      | 21 de julio |
| Claypole                 | 0 - 2 | Excursionistas      | César Luis Menotti          | 21 de julio |
| Argentino de Quilmes     | 1 - 0 | Colegiales          | Argentino de Quilmes        | 21 de julio |

| Colegiales          | 1 - 0 | Claypole                 | Malaver y Posadas    | 28 de julio |
| Excursionistas      | 0 - 1 | Lugano                   | Pampa y Miñones      | 28 de julio |
| Luján               | 0 - 1 | Sarmiento de Junín       | Municipal de Luján   | 28 de julio |
| Dock Sud            | 0 - 2 | Tristán Suárez           | De Los Inmigrantes   | 28 de julio |
| Ferrocarril Midland | 1 - 0 | San Telmo                | Ciudad de Libertad   | 28 de julio |
| Defensores Unidos   | 1 - 1 | Flandria                 | Gigante de Villa Fox | 28 de julio |
| Comunicaciones      | 1 - 1 | Defensores de Belgrano   | Comunicaciones       | 28 de julio |
| Leandro N. Alem     | 1 - 0 | Defensores de Cambaceres | Leandro N. Alem      | 28 de julio |
| Argentino de Merlo  | 1 - 1 | Liniers                  | José Manuel Moreno   | 28 de julio |

| Liniers                  | 1 - 0 | Leandro N. Alem      | Juan Antonio Arias          | 4 de agosto |
| Defensores de Cambaceres | 2 - 1 | Comunicaciones       | Camino Rivadavia y Quintana | 4 de agosto |
| Defensores de Belgrano   | 3 - 0 | Defensores Unidos    | Juan Pasquale               | 4 de agosto |
| Flandria                 | 1 - 1 | Ferrocarril Midland  | Carlos V                    | 4 de agosto |
| San Telmo                | 1 - 1 | Dock Sud             | Isla Maciel                 | 4 de agosto |
| Tristán Suárez           | 2 - 0 | Luján                | Moreno y Fariña             | 4 de agosto |
| Sarmiento de Junín       | 1 - 1 | Excursionistas       | Eva Perón                   | 4 de agosto |
| Lugano                   | 2 - 1 | Colegiales           | Lugano                      | 4 de agosto |
| Claypole                 | 0 - 1 | Argentino de Quilmes | Brown de Adrogué            | 4 de agosto |

| Argentino de Quilmes | 2 - 0 | Lugano                   | Argentino de Quilmes | 11 de agosto |
| Colegiales           | 2 - 0 | Sarmiento de Junín       | Malaver y Posadas    | 11 de agosto |
| Excursionistas       | 3 - 1 | Tristán Suárez           | Pampa y Miñones      | 11 de agosto |
| Luján                | 1 - 1 | San Telmo                | Municipal de Luján   | 11 de agosto |
| Dock Sud             | 2 - 0 | Flandria                 | De Los Inmigrantes   | 11 de agosto |
| Ferrocarril Midland  | 1 - 4 | Defensores de Belgrano   | Ciudad de Libertad   | 11 de agosto |
| Defensores Unidos    | 0 - 2 | Defensores de Cambaceres | Gigante de Villa Fox | 11 de agosto |
| Comunicaciones       | 0 - 1 | Liniers                  | Comunicaciones       | 11 de agosto |
| Leandro N. Alem      | 0 - 1 | Argentino de Merlo       | Leandro N. Alem      | 11 de agosto |

| Argentino de Merlo       | 0 - 0 | Comunicaciones       | José Manuel Moreno          | 18 de agosto |
| Liniers                  | 1 - 0 | Defensores Unidos    | Juan Antonio Arias          | 18 de agosto |
| Defensores de Cambaceres | 1 - 1 | Ferrocarril Midland  | Camino Rivadavia y Quintana | 18 de agosto |
| Defensores de Belgrano   | 2 - 2 | Dock Sud             | Juan Pasquale               | 18 de agosto |
| Flandria                 | 1 - 1 | Luján                | Carlos V                    | 18 de agosto |
| San Telmo                | 1 - 1 | Excursionistas       | Isla Maciel                 | 18 de agosto |
| Tristán Suárez           | 2 - 1 | Colegiales           | Moreno y Fariña             | 18 de agosto |
| Sarmiento de Junín       | 1 - 1 | Argentino de Quilmes | Eva Perón                   | 18 de agosto |
| Lugano                   | 1 - 1 | Claypole             | Lugano                      | 18 de agosto |

| Claypole             | 2 - 0 | Sarmiento de Junín       | Brown de Adrogué     | 25 de agosto |
| Argentino de Quilmes | 2 - 0 | Tristán Suárez           | Argentino de Quilmes | 25 de agosto |
| Colegiales           | 4 - 0 | San Telmo                | Malaver y Posadas    | 25 de agosto |
| Excursionistas       | 1 - 0 | Flandria                 | Pampa y Miñones      | 25 de agosto |
| Luján                | 1 - 1 | Defensores de Belgrano   | Municipal de Luján   | 25 de agosto |
| Dock Sud             | 0 - 3 | Defensores de Cambaceres | De Los Inmigrantes   | 25 de agosto |
| Ferrocarril Midland  | 0 - 0 | Liniers                  | Ciudad de Libertad   | 25 de agosto |
| Defensores Unidos    | 1 - 1 | Argentino de Merlo       | Gigante de Villa Fox | 25 de agosto |
| Comunicaciones       | 1 - 0 | Leandro N. Alem          | Comunicaciones       | 25 de agosto |

| Leandro N. Alem          | 4 - 2 | Defensores Unidos    | Leandro N. Alem             | 1 de septiembre |
| Argentino de Merlo       | 0 - 0 | Ferrocarril Midland  | José Manuel Moreno          | 1 de septiembre |
| Liniers                  | 1 - 2 | Dock Sud             | Juan Antonio Arias          | 1 de septiembre |
| Defensores de Cambaceres | 1 - 0 | Luján                | Camino Rivadavia y Quintana | 1 de septiembre |
| Defensores de Belgrano   | 1 - 3 | Excursionistas       | Juan Pasquale               | 1 de septiembre |
| Flandria                 | 0 - 0 | Colegiales           | Carlos V                    | 1 de septiembre |
| San Telmo                | 2 - 2 | Argentino de Quilmes | Isla Maciel                 | 1 de septiembre |
| Tristán Suárez           | 0 - 2 | Claypole             | Moreno y Fariña             | 1 de septiembre |
| Sarmiento de Junín       | 5 - 1 | Lugano               | Eva Perón                   | 1 de septiembre |

| Lugano               | 1 - 1 | Tristán Suárez           | Lugano               | 8 de septiembre |
| Claypole             | 1 - 2 | San Telmo                | Brown de Adrogué     | 8 de septiembre |
| Argentino de Quilmes | 2 - 2 | Flandria                 | Argentino de Quilmes | 8 de septiembre |
| Colegiales           | 2 - 3 | Defensores de Belgrano   | Malaver y Posadas    | 8 de septiembre |
| Excursionistas       | 0 - 0 | Defensores de Cambaceres | Pampa y Miñones      | 8 de septiembre |
| Luján                | 4 - 0 | Liniers                  | Municipal de Luján   | 8 de septiembre |
| Dock Sud             | 6 - 1 | Argentino de Merlo       | De Los Inmigrantes   | 8 de septiembre |
| Ferrocarril Midland  | 0 - 0 | Leandro N. Alem          | Ciudad de Libertad   | 8 de septiembre |
| Defensores Unidos    | 2 - 2 | Comunicaciones           | Gigante de Villa Fox | 8 de septiembre |

| Comunicaciones           | 1 - 1 | Ferrocarril Midland  | Comunicaciones              | 15 de septiembre |
| Leandro N. Alem          | 3 - 1 | Dock Sud             | Leandro N. Alem             | 15 de septiembre |
| Argentino de Merlo       | 1 - 3 | Luján                | José Manuel Moreno          | 15 de septiembre |
| Liniers                  | 0 - 1 | Excursionistas       | Juan Antonio Arias          | 15 de septiembre |
| Defensores de Cambaceres | 2 - 0 | Colegiales           | Camino Rivadavia y Quintana | 15 de septiembre |
| Defensores de Belgrano   | 3 - 1 | Argentino de Quilmes | Juan Pasquale               | 15 de septiembre |
| Flandria                 | 0 - 0 | Claypole             | Carlos V                    | 15 de septiembre |
| Tristán Suárez           | 1 - 0 | Sarmiento de Junín   | Moreno y Fariña             | 15 de septiembre |
| San Telmo                | 1 - 1 | Lugano               | Isla Maciel                 | 18 de septiembre |

| Sarmiento de Junín   | 2 - 1 | San Telmo                | Eva Perón            | 22 de septiembre |
| Lugano               | 0 - 4 | Flandria                 | Lugano               | 22 de septiembre |
| Claypole             | 2 - 2 | Defensores de Belgrano   | Brown de Adrogué     | 22 de septiembre |
| Argentino de Quilmes | 1 - 2 | Defensores de Cambaceres | Argentino de Quilmes | 22 de septiembre |
| Colegiales           | 1 - 3 | Liniers                  | Malaver y Posadas    | 22 de septiembre |
| Excursionistas       | 1 - 1 | Argentino de Merlo       | Pampa y Miñones      | 22 de septiembre |
| Luján                | 0 - 0 | Leandro N. Alem          | Municipal de Luján   | 22 de septiembre |
| Dock Sud             | 2 - 4 | Comunicaciones           | De Los Inmigrantes   | 22 de septiembre |
| Ferrocarril Midland  | 1 - 1 | Defensores Unidos        | Ciudad de Libertad   | 22 de septiembre |

| Defensores Unidos        | 0 - 0 | Dock Sud             | Gigante de Villa Fox        | 29 de septiembre |
| Comunicaciones           | 2 - 0 | Luján                | Comunicaciones              | 29 de septiembre |
| Leandro N. Alem          | 0 - 2 | Excursionistas       | Leandro N. Alem             | 29 de septiembre |
| Argentino de Merlo       | 1 - 2 | Colegiales           | José Manuel Moreno          | 29 de septiembre |
| Liniers                  | 0 - 4 | Argentino de Quilmes | Juan Antonio Arias          | 29 de septiembre |
| Defensores de Cambaceres | 1 - 1 | Claypole             | Camino Rivadavia y Quintana | 29 de septiembre |
| Defensores de Belgrano   | 3 - 2 | Lugano               | Juan Pasquale               | 29 de septiembre |
| Flandria                 | 0 - 2 | Sarmiento de Junín   | Carlos V                    | 29 de septiembre |
| San Telmo                | 2 - 1 | Tristán Suárez       | Isla Maciel                 | 29 de septiembre |

| Tristán Suárez       | 0 - 1 | Flandria                 | Moreno y Fariña      | 6 de octubre |
| Sarmiento de Junín   | 3 - 2 | Defensores de Belgrano   | Eva Perón            | 6 de octubre |
| Lugano               | 0 - 2 | Defensores de Cambaceres | Lugano               | 6 de octubre |
| Claypole             | 3 - 0 | Liniers                  | Brown de Adrogué     | 6 de octubre |
| Argentino de Quilmes | 4 - 0 | Argentino de Merlo       | Argentino de Quilmes | 6 de octubre |
| Colegiales           | 0 - 0 | Leandro N. Alem          | Malaver y Posadas    | 6 de octubre |
| Excursionistas       | 3 - 1 | Comunicaciones           | Pampa y Miñones      | 6 de octubre |
| Luján                | 2 - 1 | Defensores Unidos        | Municipal de Luján   | 6 de octubre |
| Dock Sud             | 1 - 1 | Ferrocarril Midland      | De Los Inmigrantes   | 6 de octubre |

| Ferrocarril Midland      | 2 - 3 | Luján                | Ciudad de Libertad          | 13 de octubre |
| Defensores Unidos        | 0 - 0 | Excursionistas       | Gigante de Villa Fox        | 13 de octubre |
| Comunicaciones           | 1 - 1 | Colegiales           | Comunicaciones              | 13 de octubre |
| Leandro N. Alem          | 0 - 1 | Argentino de Quilmes | Leandro N. Alem             | 13 de octubre |
| Argentino de Merlo       | 0 - 3 | Claypole             | Lugano                      | 13 de octubre |
| Liniers                  | 2 - 0 | Lugano               | Juan Antonio Arias          | 13 de octubre |
| Defensores de Cambaceres | 1 - 1 | Sarmiento de Junín   | Camino Rivadavia y Quintana | 13 de octubre |
| Defensores de Belgrano   | 2 - 1 | Tristán Suárez       | Juan Pasquale               | 13 de octubre |
| Flandria                 | 1 - 0 | San Telmo            | Carlos V                    | 13 de octubre |

| San Telmo            | 3 - 1 | Defensores de Belgrano   | Isla Maciel          | 20 de octubre |
| Tristán Suárez       | 0 - 4 | Defensores de Cambaceres | Moreno y Fariña      | 20 de octubre |
| Sarmiento de Junín   | 3 - 1 | Liniers                  | Eva Perón            | 20 de octubre |
| Lugano               | 1 - 0 | Argentino de Merlo       | Lugano               | 20 de octubre |
| Claypole             | 0 - 0 | Leandro N. Alem          | Brown de Adrogué     | 20 de octubre |
| Argentino de Quilmes | 1 - 1 | Comunicaciones           | Argentino de Quilmes | 20 de octubre |
| Colegiales           | 1 - 0 | Defensores Unidos        | Malaver y Posadas    | 20 de octubre |
| Excursionistas       | 2 - 0 | Ferrocarril Midland      | Pampa y Miñones      | 20 de octubre |
| Luján                | 1 - 0 | Dock Sud                 | Municipal de Luján   | 20 de octubre |

| Dock Sud                 | 1 - 1 | Excursionistas       | De Los Inmigrantes          | 27 de octubre |
| Ferrocarril Midland      | 0 - 2 | Colegiales           | Ciudad de Libertad          | 27 de octubre |
| Defensores Unidos        | 1 - 4 | Argentino de Quilmes | Gigante de Villa Fox        | 27 de octubre |
| Comunicaciones           | 1 - 0 | Claypole             | Comunicaciones              | 27 de octubre |
| Leandro N. Alem          | 3 - 0 | Lugano               | Leandro N. Alem             | 27 de octubre |
| Argentino de Merlo       | 1 - 0 | Sarmiento de Junín   | José Manuel Moreno          | 27 de octubre |
| Liniers                  | 0 - 1 | Tristán Suárez       | Juan Antonio Arias          | 27 de octubre |
| Defensores de Cambaceres | 1 - 0 | San Telmo            | Camino Rivadavia y Quintana | 27 de octubre |
| Defensores de Belgrano   | 4 - 3 | Flandria             | Juan Pasquale               | 27 de octubre |

| Flandria             | 1 - 3 | Defensores de Cambaceres | Carlos V             | 3 de noviembre |
| Tristán Suárez       | 3 - 1 | Argentino de Merlo       | Moreno y Fariña      | 3 de noviembre |
| Sarmiento de Junín   | 4 - 1 | Leandro N. Alem          | Eva Perón            | 3 de noviembre |
| Lugano               | 0 - 2 | Comunicaciones           | Lugano               | 3 de noviembre |
| Claypole             | 4 - 0 | Defensores Unidos        | Brown de Adrogué     | 3 de noviembre |
| Argentino de Quilmes | 1 - 1 | Ferrocarril Midland      | Argentino de Quilmes | 3 de noviembre |
| Colegiales           | 0 - 2 | Dock Sud                 | Malaver y Posadas    | 3 de noviembre |
| Excursionistas       | 1 - 1 | Luján                    | Pampa y Miñones      | 3 de noviembre |
| San Telmo            | 1 - 1 | Liniers                  | Isla Maciel          | 6 de noviembre |

| Luján                    | 3 - 0 | Colegiales             | Municipal de Luján          | 10 de noviembre |
| Dock Sud                 | 1 - 2 | Argentino de Quilmes   | De Los Inmigrantes          | 10 de noviembre |
| Ferrocarril Midland      | 1 - 1 | Claypole               | Ciudad de Libertad          | 10 de noviembre |
| Defensores Unidos        | 0 - 1 | Lugano                 | Gigante de Villa Fox        | 10 de noviembre |
| Comunicaciones           | 3 - 1 | Sarmiento de Junín     | Comunicaciones              | 10 de noviembre |
| Leandro N. Alem          | 1 - 1 | Tristán Suárez         | Leandro N. Alem             | 10 de noviembre |
| Argentino de Merlo       | 1 - 2 | San Telmo              | José Manuel Moreno          | 10 de noviembre |
| Liniers                  | 0 - 1 | Flandria               | Juan Antonio Arias          | 10 de noviembre |
| Defensores de Cambaceres | 0 - 0 | Defensores de Belgrano | Camino Rivadavia y Quintana | 10 de noviembre |

| Defensores de Belgrano | 2 - 0 | Liniers             | Juan Pasquale        | 17 de noviembre |
| Flandria               | 5 - 0 | Argentino de Merlo  | Carlos V             | 17 de noviembre |
| San Telmo              | 0 - 2 | Leandro N. Alem     | Isla Maciel          | 17 de noviembre |
| Tristán Suárez         | 0 - 0 | Comunicaciones      | Moreno y Fariña      | 17 de noviembre |
| Sarmiento de Junín     | 3 - 0 | Defensores Unidos   | Eva Perón            | 17 de noviembre |
| Lugano                 | 3 - 1 | Ferrocarril Midland | Lugano               | 17 de noviembre |
| Claypole               | 1 - 0 | Dock Sud            | Brown de Adrogué     | 17 de noviembre |
| Argentino de Quilmes   | 1 - 1 | Luján               | Argentino de Quilmes | 17 de noviembre |
| Colegiales             | 0 - 0 | Excursionistas      | Malaver y Posadas    | 17 de noviembre |

| Argentino de Quilmes     | 0 - 1 | Excursionistas      | Argentino de Quilmes        | 24 de noviembre |
| Claypole                 | 0 - 1 | Luján               | Brown de Adrogué            | 24 de noviembre |
| Lugano                   | 1 - 1 | Dock Sud            | Lugano                      | 24 de noviembre |
| Sarmiento de Junín       | 5 - 0 | Ferrocarril Midland | Eva Perón                   | 24 de noviembre |
| Tristán Suárez           | 1 - 1 | Defensores Unidos   | Moreno y Fariña             | 24 de noviembre |
| San Telmo                | 0 - 2 | Comunicaciones      | Isla Maciel                 | 24 de noviembre |
| Flandria                 | 1 - 0 | Leandro N. Alem     | Carlos V                    | 24 de noviembre |
| Defensores de Belgrano   | 5 - 1 | Argentino de Merlo  | Juan Pasquale               | 24 de noviembre |
| Defensores de Cambaceres | 4 - 0 | Liniers             | Camino Rivadavia y Quintana | 24 de noviembre |

| Argentino de Merlo  | 1 - 2 | Defensores de Cambaceres | José Manuel Moreno   | 1 de diciembre |
| Leandro N. Alem     | 3 - 0 | Defensores de Belgrano   | Leandro N. Alem      | 1 de diciembre |
| Comunicaciones      | 2 - 0 | Flandria                 | Comunicaciones       | 1 de diciembre |
| Defensores Unidos   | 2 - 2 | San Telmo                | Gigante de Villa Fox | 1 de diciembre |
| Ferrocarril Midland | 1 - 1 | Tristán Suárez           | Ciudad de Libertad   | 1 de diciembre |
| Dock Sud            | 0 - 3 | Sarmiento de Junín       | De Los Inmigrantes   | 1 de diciembre |
| Luján               | 2 - 0 | Lugano                   | Municipal de Luján   | 1 de diciembre |
| Excursionistas      | 1 - 1 | Claypole                 | Pampa y Miñones      | 1 de diciembre |
| Colegiales          | 3 - 2 | Argentino de Quilmes     | Malaver y Posadas    | 1 de diciembre |

| Claypole                 | 0 - 0 | Colegiales          | Brown de Adrogué            | 8 de diciembre |
| Lugano                   | 1 - 2 | Excursionistas      | Lugano                      | 8 de diciembre |
| Sarmiento de Junín       | 0 - 1 | Luján               | Eva Perón                   | 8 de diciembre |
| Tristán Suárez           | 0 - 2 | Dock Sud            | Moreno y Fariña             | 8 de diciembre |
| San Telmo                | 0 - 0 | Ferrocarril Midland | Isla Maciel                 | 8 de diciembre |
| Flandria                 | 1 - 1 | Defensores Unidos   | Carlos V                    | 8 de diciembre |
| Defensores de Belgrano   | 0 - 0 | Comunicaciones      | Juan Pasquale               | 8 de diciembre |
| Defensores de Cambaceres | 2 - 0 | Leandro N. Alem     | Camino Rivadavia y Quintana | 8 de diciembre |
| Liniers                  | 1 - 3 | Argentino de Merlo  | Juan Antonio Arias          | 8 de diciembre |

| Leandro N. Alem      | 3 - 1 | Liniers                  | Leandro N. Alem      | 12 de diciembre |
| Comunicaciones       | 0 - 2 | Defensores de Cambaceres | Comunicaciones       | 12 de diciembre |
| Defensores Unidos    | 1 - 0 | Defensores de Belgrano   | Gigante de Villa Fox | 12 de diciembre |
| Ferrocarril Midland  | 2 - 1 | Flandria                 | Ciudad de Libertad   | 12 de diciembre |
| Dock Sud             | 1 - 1 | San Telmo                | De Los Inmigrantes   | 12 de diciembre |
| Luján                | 3 - 0 | Tristán Suárez           | Municipal de Luján   | 12 de diciembre |
| Excursionistas       | 0 - 0 | Sarmiento de Junín       | Pampa y Miñones      | 12 de diciembre |
| Colegiales           | 2 - 1 | Lugano                   | Malaver y Posadas    | 12 de diciembre |
| Argentino de Quilmes | 1 - 1 | Claypole                 | Argentino de Quilmes | 12 de diciembre |

| Lugano                   | 2 - 1 | Argentino de Quilmes | Lugano                      | 15 de diciembre |
| Sarmiento de Junín       | 2 - 1 | Colegiales           | Eva Perón                   | 15 de diciembre |
| Tristán Suárez           | 1 - 1 | Excursionistas       | Moreno y Fariña             | 15 de diciembre |
| San Telmo                | 0 - 1 | Luján                | Isla Maciel                 | 15 de diciembre |
| Flandria                 | 2 - 0 | Dock Sud             | Carlos V                    | 15 de diciembre |
| Defensores de Belgrano   | 0 - 0 | Ferrocarril Midland  | Juan Pasquale               | 15 de diciembre |
| Defensores de Cambaceres | 0 - 1 | Defensores Unidos    | Camino Rivadavia y Quintana | 15 de diciembre |
| Liniers                  | 2 - 3 | Comunicaciones       | Lugano                      | 15 de diciembre |
| Argentino de Merlo       | 1 - 1 | Leandro N. Alem      | José Manuel Moreno          | 15 de diciembre |

| Comunicaciones       | 0 - 0 | Argentino de Merlo       | Comunicaciones       | 22 de diciembre |
| Defensores Unidos    | 1 - 0 | Liniers                  | Gigante de Villa Fox | 22 de diciembre |
| Ferrocarril Midland  | 0 - 0 | Defensores de Cambaceres | Ciudad de Libertad   | 22 de diciembre |
| Dock Sud             | 1 - 1 | Defensores de Belgrano   | De Los Inmigrantes   | 22 de diciembre |
| Luján                | 1 - 0 | Flandria                 | Municipal de Luján   | 22 de diciembre |
| Excursionistas       | 1 - 2 | San Telmo                | Pampa y Miñones      | 22 de diciembre |
| Colegiales           | 2 - 0 | Tristán Suárez           | Malaver y Posadas    | 22 de diciembre |
| Argentino de Quilmes | 3 - 5 | Sarmiento de Junín       | Argentino de Quilmes | 22 de diciembre |
| Claypole             | 1 - 1 | Lugano                   | Norman Lee           | 22 de diciembre |

| Sarmiento de Junín       | 3 - 1 | Claypole             | Eva Perón                   | 29 de diciembre |
| Tristán Suárez           | 0 - 0 | Argentino de Quilmes | Moreno y Fariña             | 29 de diciembre |
| San Telmo                | 1 - 1 | Colegiales           | Isla Maciel                 | 29 de diciembre |
| Flandria                 | 0 - 1 | Excursionistas       | Carlos V                    | 29 de diciembre |
| Defensores de Belgrano   | 2 - 0 | Luján                | Juan Pasquale               | 29 de diciembre |
| Defensores de Cambaceres | 2 - 0 | Dock Sud             | Camino Rivadavia y Quintana | 29 de diciembre |
| Liniers                  | 3 - 3 | Ferrocarril Midland  | Juan Antonio Arias          | 29 de diciembre |
| Argentino de Merlo       | 2 - 2 | Defensores Unidos    | José Manuel Moreno          | 29 de diciembre |
| Leandro N. Alem          | 1 - 3 | Comunicaciones       | Leandro N. Alem             | 29 de diciembre |

| Defensores Unidos    | 1 - 1 | Leandro N. Alem          | Gigante de Villa Fox | 16 de febrero |
| Dock Sud             | 1 - 1 | Liniers                  | De Los Inmigrantes   | 16 de febrero |
| Luján                | 2 - 2 | Defensores de Cambaceres | Municipal de Luján   | 16 de febrero |
| Colegiales           | 1 - 3 | Flandria                 | Malaver y Posadas    | 16 de febrero |
| Argentino de Quilmes | 0 - 0 | San Telmo                | Argentino de Quilmes | 16 de febrero |
| Claypole             | 0 - 0 | Tristán Suárez           | Alfredo Beranger     | 16 de febrero |
| Lugano               | 1 - 1 | Sarmiento de Junín       | Lugano               | 16 de febrero |
| Excursionistas       | 1 - 1 | Defensores de Belgrano   | Pampa y Miñones      | 6 de marzo    |
| Ferrocarril Midland  | 2 - 2 | Argentino de Merlo       | Ciudad de Libertad   | 19 de marzo   |

| Tristán Suárez           | 1 - 0 | Lugano               | Moreno y Fariña             | 23 de febrero |
| San Telmo                | 1 - 2 | Claypole             | Isla Maciel                 | 23 de febrero |
| Flandria                 | 1 - 1 | Argentino de Quilmes | Carlos V                    | 23 de febrero |
| Defensores de Belgrano   | 1 - 0 | Colegiales           | De Los Inmigrantes          | 23 de febrero |
| Defensores de Cambaceres | 3 - 1 | Excursionistas       | Camino Rivadavia y Quintana | 23 de febrero |
| Liniers                  | 6 - 5 | Luján                | Juan Antonio Arias          | 23 de febrero |
| Argentino de Merlo       | 1 - 0 | Dock Sud             | José Manuel Moreno          | 23 de febrero |
| Leandro N. Alem          | 3 - 1 | Ferrocarril Midland  | Leandro N. Alem             | 23 de febrero |
| Comunicaciones           | 1 - 0 | Defensores Unidos    | Comunicaciones              | 23 de febrero |

| Ferrocarril Midland  | 1 - 3 | Comunicaciones           | Leandro N. Alem      | 27 de febrero |
| Dock Sud             | 0 - 0 | Leandro N. Alem          | De Los Inmigrantes   | 27 de febrero |
| Luján                | 0 - 0 | Argentino de Merlo       | Municipal de Luján   | 27 de febrero |
| Excursionistas       | 2 - 0 | Liniers                  | Pampa y Miñones      | 27 de febrero |
| Colegiales           | 2 - 2 | Defensores de Cambaceres | Malaver y Posadas    | 27 de febrero |
| Argentino de Quilmes | 5 - 0 | Defensores de Belgrano   | Argentino de Quilmes | 27 de febrero |
| Claypole             | 4 - 2 | Flandria                 | Norman Lee           | 27 de febrero |
| Lugano               | 0 - 0 | San Telmo                | Lugano               | 27 de febrero |
| Sarmiento de Junín   | 1 - 0 | Tristán Suárez           | Eva Perón            | 5 de marzo    |

| San Telmo                | 1 - 2 | Sarmiento de Junín   | Isla Maciel                 | 2 de marzo |
| Flandria                 | 6 - 0 | Lugano               | Carlos V                    | 2 de marzo |
| Defensores de Belgrano   | 1 - 1 | Claypole             | Juan Pasquale               | 2 de marzo |
| Defensores de Cambaceres | 2 - 1 | Argentino de Quilmes | Camino Rivadavia y Quintana | 2 de marzo |
| Liniers                  | 0 - 5 | Colegiales           | Juan Antonio Arias          | 2 de marzo |
| Argentino de Merlo       | 4 - 1 | Excursionistas       | José Manuel Moreno          | 2 de marzo |
| Leandro N. Alem          | 1 - 1 | Luján                | Leandro N. Alem             | 2 de marzo |
| Comunicaciones           | 0 - 1 | Dock Sud             | Comunicaciones              | 2 de marzo |
| Defensores Unidos        | 0 - 1 | Ferrocarril Midland  | Gigante de Villa Fox        | 2 de marzo |

| Dock Sud             | 1 - 3 | Defensores Unidos        | De Los Inmigrantes   | 9 de marzo |
| Luján                | 0 - 2 | Comunicaciones           | Municipal de Luján   | 9 de marzo |
| Excursionistas       | 1 - 0 | Leandro N. Alem          | Pampa y Miñones      | 9 de marzo |
| Colegiales           | 1 - 0 | Argentino de Merlo       | Malaver y Posadas    | 9 de marzo |
| Argentino de Quilmes | 5 - 0 | Liniers                  | Argentino de Quilmes | 9 de marzo |
| Claypole             | 0 - 3 | Defensores de Cambaceres | César Luis Menotti   | 9 de marzo |
| Lugano               | 1 - 1 | Defensores de Belgrano   | Lugano               | 9 de marzo |
| Sarmiento de Junín   | 3 - 1 | Flandria                 | Eva Perón            | 9 de marzo |
| Tristán Suárez       | 2 - 3 | San Telmo                | Moreno y Fariña      | 9 de marzo |

| Flandria                 | 2 - 0 | Tristán Suárez       | Carlos V                    | 13 de marzo |
| Defensores de Belgrano   | 3 - 2 | Sarmiento de Junín   | Juan Pasquale               | 13 de marzo |
| Defensores de Cambaceres | 5 - 1 | Lugano               | Camino Rivadavia y Quintana | 13 de marzo |
| Liniers                  | 0 - 3 | Claypole             | Juan Antonio Arias          | 13 de marzo |
| Argentino de Merlo       | 4 - 1 | Argentino de Quilmes | José Manuel Moreno          | 13 de marzo |
| Leandro N. Alem          | 0 - 1 | Colegiales           | Leandro N. Alem             | 13 de marzo |
| Comunicaciones           | 1 - 0 | Excursionistas       | Comunicaciones              | 13 de marzo |
| Defensores Unidos        | 0 - 1 | Luján                | Gigante de Villa Fox        | 13 de marzo |
| Ferrocarril Midland      | 2 - 0 | Dock Sud             | Lugano                      | 13 de marzo |

| Luján                | 1 - 1 | Ferrocarril Midland      | Municipal de Luján   | 16 de marzo |
| Excursionistas       | 2 - 1 | Defensores Unidos        | Pampa y Miñones      | 16 de marzo |
| Colegiales           | 1 - 0 | Comunicaciones           | Malaver y Posadas    | 16 de marzo |
| Argentino de Quilmes | 1 - 0 | Leandro N. Alem          | Argentino de Quilmes | 16 de marzo |
| Claypole             | 0 - 0 | Argentino de Merlo       | César Luis Menotti   | 16 de marzo |
| Lugano               | 0 - 2 | Liniers                  | Lugano               | 16 de marzo |
| Sarmiento de Junín   | 2 - 3 | Defensores de Cambaceres | Eva Perón            | 16 de marzo |
| Tristán Suárez       | 1 - 2 | Defensores de Belgrano   | Moreno y Fariña      | 16 de marzo |
| San Telmo            | 1 - 0 | Flandria                 | Isla Maciel          | 16 de marzo |

| Defensores de Belgrano   | 1 - 2 | San Telmo            | Juan Pasquale               | 23 de marzo |
| Defensores de Cambaceres | 6 - 0 | Tristán Suárez       | Camino Rivadavia y Quintana | 23 de marzo |
| Liniers                  | 1 - 0 | Sarmiento de Junín   | Juan Antonio Arias          | 23 de marzo |
| Argentino de Merlo       | 1 - 0 | Lugano               | José Manuel Moreno          | 23 de marzo |
| Leandro N. Alem          | 3 - 3 | Claypole             | Leandro N. Alem             | 23 de marzo |
| Comunicaciones           | 3 - 2 | Argentino de Quilmes | Comunicaciones              | 23 de marzo |
| Defensores Unidos        | 3 - 2 | Colegiales           | Gigante de Villa Fox        | 23 de marzo |
| Ferrocarril Midland      | 1 - 1 | Excursionistas       | Ciudad de Libertad          | 23 de marzo |
| Dock Sud                 | 0 - 3 | Luján                | De Los Inmigrantes          | 23 de marzo |

| Excursionistas       | 3 - 3 | Dock Sud                 | Pampa y Miñones      | 30 de marzo |
| Colegiales           | 3 - 1 | Ferrocarril Midland      | Malaver y Posadas    | 30 de marzo |
| Argentino de Quilmes | 1 - 2 | Defensores Unidos        | Argentino de Quilmes | 30 de marzo |
| Claypole             | 2 - 2 | Comunicaciones           | César Luis Menotti   | 30 de marzo |
| Lugano               | 1 - 1 | Leandro N. Alem          | Lugano               | 30 de marzo |
| Sarmiento de Junín   | 4 - 2 | Argentino de Merlo       | Eva Perón            | 30 de marzo |
| Tristán Suárez       | 0 - 2 | Liniers                  | Moreno y Fariña      | 30 de marzo |
| San Telmo            | 1 - 1 | Defensores de Cambaceres | Isla Maciel          | 30 de marzo |
| Flandria             | 1 - 0 | Defensores de Belgrano   | Carlos V             | 30 de marzo |

| Defensores de Cambaceres | 2 - 2 | Flandria             | Camino Rivadavia y Quintana | 6 de abril |
| Liniers                  | 2 - 0 | San Telmo            | Juan Antonio Arias          | 6 de abril |
| Argentino de Merlo       | 4 - 1 | Tristán Suárez       | José Manuel Moreno          | 6 de abril |
| Leandro N. Alem          | 2 - 2 | Sarmiento de Junín   | Leandro N. Alem             | 6 de abril |
| Comunicaciones           | 2 - 2 | Lugano               | Comunicaciones              | 6 de abril |
| Defensores Unidos        | 0 - 0 | Claypole             | Gigante de Villa Fox        | 6 de abril |
| Ferrocarril Midland      | 3 - 3 | Argentino de Quilmes | Ciudad de Libertad          | 6 de abril |
| Dock Sud                 | 0 - 1 | Colegiales           | De Los Inmigrantes          | 6 de abril |
| Luján                    | 0 - 0 | Excursionistas       | Municipal de Luján          | 6 de abril |

| Colegiales             | 1 - 1 | Luján                    | Malaver y Posadas    | 13 de abril |
| Argentino de Quilmes   | 2 - 0 | Dock Sud                 | Argentino de Quilmes | 13 de abril |
| Claypole               | 2 - 0 | Ferrocarril Midland      | César Luis Menotti   | 13 de abril |
| Lugano                 | 5 - 2 | Defensores Unidos        | Lugano               | 13 de abril |
| Sarmiento de Junín     | 0 - 2 | Comunicaciones           | Eva Perón            | 13 de abril |
| Tristán Suárez         | 0 - 4 | Leandro N. Alem          | Moreno y Fariña      | 13 de abril |
| San Telmo              | 1 - 0 | Argentino de Merlo       | Isla Maciel          | 13 de abril |
| Flandria               | 1 - 0 | Liniers                  | Carlos V             | 13 de abril |
| Defensores de Belgrano | 2 - 0 | Defensores de Cambaceres | Juan Pasquale        | 13 de abril |

| Liniers             | 0 - 1 | Defensores de Belgrano | Juan Antonio Arias   | 20 de abril |
| Argentino de Merlo  | 0 - 0 | Flandria               | José Manuel Moreno   | 20 de abril |
| Leandro N. Alem     | 3 - 5 | San Telmo              | Leandro N. Alem      | 20 de abril |
| Comunicaciones      | 1 - 0 | Tristán Suárez         | Comunicaciones       | 20 de abril |
| Defensores Unidos   | 0 - 0 | Sarmiento de Junín     | Gigante de Villa Fox | 20 de abril |
| Ferrocarril Midland | 1 - 1 | Lugano                 | Ciudad de Libertad   | 20 de abril |
| Dock Sud            | 0 - 1 | Claypole               | De Los Inmigrantes   | 20 de abril |
| Luján               | 3 - 2 | Argentino de Quilmes   | Municipal de Luján   | 20 de abril |
| Excursionistas      | 1 - 1 | Colegiales             | Pampa y Miñones      | 20 de abril |

## Torneo Reducido

### Cuadro de desarrollo
|  | Cuartos de final        | Cuartos de final        | Cuartos de final        | Cuartos de final        |   |                    | Semifinales     | Semifinales     | Semifinales     | Semifinales     |  |                    | Final                   | Final                   | Final                   | Final                   |  |
|  | 27 de abril y 4 de mayo | 27 de abril y 4 de mayo | 27 de abril y 4 de mayo | 27 de abril y 4 de mayo |   |                    | 12 y 18 de mayo | 12 y 18 de mayo | 12 y 18 de mayo | 12 y 18 de mayo |  |                    | 26 de mayo y 1 de junio | 26 de mayo y 1 de junio | 26 de mayo y 1 de junio | 26 de mayo y 1 de junio |  |
|  |                         |                         |                         |                         |   |                    |                 |                 |                 |                 |  |                    |                         |                         |                         |                         |  |
|  |                         |                         |                         |                         |   |                    |                 |                 |                 |                 |  |                    |                         |                         |                         |                         |  |
|  | Sarmiento de Junín      | 0                       | 2                       | 2 (4)                   |   |                    |                 |                 |                 |                 |  |                    |                         |                         |                         |                         |  |
|  | Sarmiento de Junín      | 0                       | 2                       | 2 (4)                   |   |                    |                 |                 |                 |                 |  |                    |                         |                         |                         |                         |  |
|  | Defensores de Belgrano  | 0                       | 2                       | 2 (2)                   |   |                    |                 |                 |                 |                 |  |                    |                         |                         |                         |                         |  |
|  | Defensores de Belgrano  | 0                       | 2                       | 2 (2)                   |   | Sarmiento de Junín | 3               | 1               | 4               |                 |  |                    |                         |                         |                         |                         |  |
|  |                         |                         |                         |                         |   | Sarmiento de Junín | 3               | 1               | 4               |                 |  |                    |                         |                         |                         |                         |  |
|  |                         |                         | Luján                   | 0                       | 3 | 3                  |                 |                 |                 |                 |  |                    |                         |                         |                         |                         |  |
|  | Claypole                | 0                       | Luján                   | 0                       | 3 | 3                  | 1               | 1               |                 |                 |  |                    |                         |                         |                         |                         |  |
|  | Claypole                | 0                       |                         |                         |   |                    |                 |                 |                 |                 |  |                    |                         |                         |                         |                         |  |
|  | Luján                   | 1                       | 7                       | 8                       |   |                    |                 |                 |                 |                 |  |                    |                         |                         |                         |                         |  |
|  | Luján                   | 1                       | 7                       | 8                       |   |                    |                 |                 |                 |                 |  | Sarmiento de Junín | 1                       | 1                       | 2                       |                         |  |
|  |                         |                         |                         |                         |   |                    |                 |                 |                 |                 |  | Sarmiento de Junín | 1                       | 1                       | 2                       |                         |  |
|  |                         |                         | Comunicaciones          | 1                       | 0 | 1                  |                 |                 |                 |                 |  |                    |                         |                         |                         |                         |  |
|  | Argentino de Quilmes    | 1                       | Comunicaciones          | 1                       | 0 | 1                  | 1               | 2               |                 |                 |  |                    |                         |                         |                         |                         |  |
|  | Argentino de Quilmes    | 1                       |                         |                         |   |                    |                 |                 |                 |                 |  |                    |                         |                         |                         |                         |  |
|  | Comunicaciones          | 5                       | 6                       | 11                      |   |                    |                 |                 |                 |                 |  |                    |                         |                         |                         |                         |  |
|  | Comunicaciones          | 5                       | 6                       | 11                      |   | Comunicaciones     | 3               | 3               | 6               |                 |  |                    |                         |                         |                         |                         |  |
|  |                         |                         |                         |                         |   | Comunicaciones     | 3               | 3               | 6               |                 |  |                    |                         |                         |                         |                         |  |
|  |                         |                         | Colegiales              | 1                       | 2 | 3                  |                 |                 |                 |                 |  |                    |                         |                         |                         |                         |  |
|  | Excursionistas          | 1                       | Colegiales              | 1                       | 2 | 3                  | 0               | 1 (3)           |                 |                 |  |                    |                         |                         |                         |                         |  |
|  | Excursionistas          | 1                       |                         |                         |   |                    |                 |                 |                 |                 |  |                    |                         |                         |                         |                         |  |
|  | Colegiales              | 0                       | 1                       | 1 (5)                   |   |                    |                 |                 |                 |                 |  |                    |                         |                         |                         |                         |  |
|  | Colegiales              | 0                       | 1                       | 1 (5)                   |   |                    |                 |                 |                 |                 |  |                    |                         |                         |                         |                         |  |
|  |                         |                         |                         |                         |   |                    |                 |                 |                 |                 |  |                    |                         |                         |                         |                         |  |

- Nota: En cada llave, el equipo que ocupa la primera línea es el que definió la serie como local.

Sarmiento de Junín ascendió a la Primera B Metropolitana.

## Torneo permanencia
Con el fin de que la Primera B Metropolitana tenga 18 equipos, los equipos ubicados en los dos últimos puestos de la tabla de descenso de dicha categoría jugaron una serie a doble partido contra los dos equipos de la Primera C mejor ubicados en la tabla de posiciones final que no hubieran obtenido el ascenso. Los ganadores de cada una de las eliminatorias disputaron la siguiente temporada en la Primera B, mientras que los perdedores lo hicieron en la Primera C.
| Luján                                                                      | 1 - 0 | Berazategui | Municipal de Luján | 8 de junio de 1991  |
| Berazategui                                                                | 1 - 3 | Luján       | Norman Lee         | 15 de junio de 1991 |
| Luján logró el ascenso, mientras que Berazategui descendió a la Primera C. |       |             |                    |                     |

| Comunicaciones                                                                                  | 0 - 3 | Deportivo Armenio | Islas Malvinas | 8 de junio de 1991  |
| Deportivo Armenio                                                                               | 3 - 0 | Comunicaciones    | Arsenal        | 15 de junio de 1991 |
| Deportivo Armenio mantuvo la categoría, mientras que Comunicaciones se mantuvo en la Primera C. |       |                   |                |                     |

## Tabla de descenso
| Pos  | Equipo                 | Prom. | 1988-89 | 1989-90 | 1990-91 | Pts | PJ  |
| ---- | ---------------------- | ----- | ------- | ------- | ------- | --- | --- |
| 1.º  | Def. de Cambaceres     | 1,333 | 43      | 45      | 56      | 144 | 108 |
| 2.º  | Sarmiento de Junín     | 1,296 | 48      | 47      | 45      | 140 | 108 |
| 3.º  | Argentino de Quilmes   | 1,250 | 53      | -       | 37      | 90  | 72  |
| 4.º  | Defensores de Belgrano | 1,250 | -       | -       | 45      | 45  | 36  |
| 5.º  | Excursionistas         | 1,185 | 41      | 41      | 46      | 128 | 108 |
| 6.º  | Comunicaciones         | 1,148 | 38      | 39      | 47      | 124 | 108 |
| 7.º  | San Telmo              | 1,064 | 37      | 41      | 37      | 115 | 108 |
| 8.º  | Luján                  | 1,018 | 25      | 39      | 46      | 110 | 108 |
| 9.º  | Leandro N. Alem        | 1,000 | 51      | 25      | 32      | 108 | 108 |
| 10.º | Midland                | 0,972 | -       | 42      | 28      | 70  | 72  |
| 11.º | Colegiales             | 0,962 | 29      | 36      | 39      | 104 | 108 |
| 12.º | Claypole               | 0,925 | 43      | 19      | 38      | 100 | 108 |
| 13.º | Flandria               | 0,898 | 28      | 35      | 34      | 97  | 108 |
| 14.º | Tristán Suárez         | 0,888 | 31      | 39      | 26      | 96  | 108 |
| 15.º | Lugano                 | 0,861 | 27      | 40      | 26      | 93  | 108 |
| 16.º | Dock Sud               | 0,796 | 31      | 31      | 24      | 86  | 108 |
| 17.º | Argentino de Merlo     | 0,777 | -       | -       | 28      | 28  | 36  |
| 18.º | Defensores Unidos      | 0,694 | -       | 25      | 25      | 50  | 72  |
| 19.º | Liniers                | 0,694 | -       | -       | 25      | 25  | 36  |

|  |                              |
|  | Descendieron a la Primera D. |

## Goleadores[1]
| Pos. | Jugador              | Jugador               | Goles | Equipo          |
| ---- | -------------------- | --------------------- | ----- | --------------- |
| 1    | Bandera de Argentina | Miguel Leites         | 19    | San Telmo       |
| 2    | Bandera de Argentina | Néstor Froilán Aragón | 18    | Def. Cambaceres |
| 3    | Bandera de Argentina | Oscar Morales         | 17    | Sarmiento (J)   |
| 4    | Bandera de Argentina | Néstor Basualdo       | 14    | Def. Belgrano   |